# Communauté de communes Gartempe Saint-Pardoux
Die Communauté de communes Gartempe Saint-Pardoux (offizielle Schreibweise: Communauté de communes Gartempe - Saint-Pardoux) ist ein französischer Gemeindeverband mit der Rechtsform einer Communauté de communes im Département Haute-Vienne in der Region Nouvelle-Aquitaine. Sie wurde am 23. Dezember 1999 gegründet und umfasst aktuell sechs Gemeinden. Der Verwaltungssitz befindet sich im Ort Châteauponsac.

## Historische Entwicklung
Mit Wirkung vom 1. Januar 2019 gingen die ehemaligen Gemeinden Roussac, Saint-Pardoux und Saint-Symphorien-sur-Couze in die Commune nouvelle Saint-Pardoux-le-Lac auf. Dadurch verringerte sich die Anzahl der Mitgliedsgemeinden auf sechs.

## Mitgliedsgemeinden
| Gemeinde                                      | Einwohner 1. Januar 2022 | Fläche km² | Dichte Einw./km² | Code INSEE | Postleitzahl |
| --------------------------------------------- | ------------------------ | ---------- | ---------------- | ---------- | ------------ |
| Balledent                                     | 199                      | 12,28      | 16               | 87007      | 87290        |
| Châteauponsac                                 | 2.028                    | 68,79      | 29               | 87041      | 87290        |
| Rancon                                        | 477                      | 33,31      | 14               | 87121      | 87290        |
| Saint-Amand-Magnazeix                         | 485                      | 30,71      | 16               | 87133      | 87290        |
| Saint-Pardoux-le-Lac                          | 1.364                    | 67,40      | 20               | 87128      | 87140, 87250 |
| Saint-Sornin-Leulac                           | 562                      | 32,28      | 17               | 87180      | 87290        |
| Communauté de communes Gartempe Saint-Pardoux | 5.115                    | 244,77     | 21               | –          | –            |